# Chalarus velutinus
Chalarus velutinus är en tvåvingeart som beskrevs av Cresson 1911. Chalarus velutinus ingår i släktet Chalarus och familjen ögonflugor. Inga underarter finns listade i Catalogue of Life.